# Rudna (Sosnowiec)
Rudna to zachodnia (często zaliczana do centralnych), dzielnica Sosnowca. W czasach PRL-u weszła wraz z Pogonią w skład nigdy niezaakceptowanej przez mieszkańców Dzielnicy im. Juliana Marchlewskiego.
Składa się z czterech zasadniczych części:
- Rudna I
- Rudna II
- Rudna III
- Rudna IV

Graniczy od północy z Czeladzią, od wschodu z Pogonią, którą to granicę z uwagi na ścisłą przyległość trudno jednoznacznie wyznaczyć, od południa ze Starym Sosnowcem a od zachodu z Milowicami.
W części północno-zachodniej przebiega droga ekspresowa S86 (Katowice-Sosnowiec), która  posiada tutaj węzeł o charakterze miejskim. Obszar położony za jej przebiegiem nazywany jest Rudną V.

## Historia
- 1 września 1937 r. – uruchomienie pierwszego połączenia autobusowego na trasie Śródmieście Sosnowca - Grodziec
- 1948 r. – wprowadzenie przez Dyrekcję Budowli Osiedli Robotniczych nazwy Rudna dla oznaczenia pierwszego, budowanego w rejonie ulicy Rudnej, na gruntach pogońskich, osiedla mieszkaniowego, opatrzonego cechami architektury renesansowej

## Zabytki

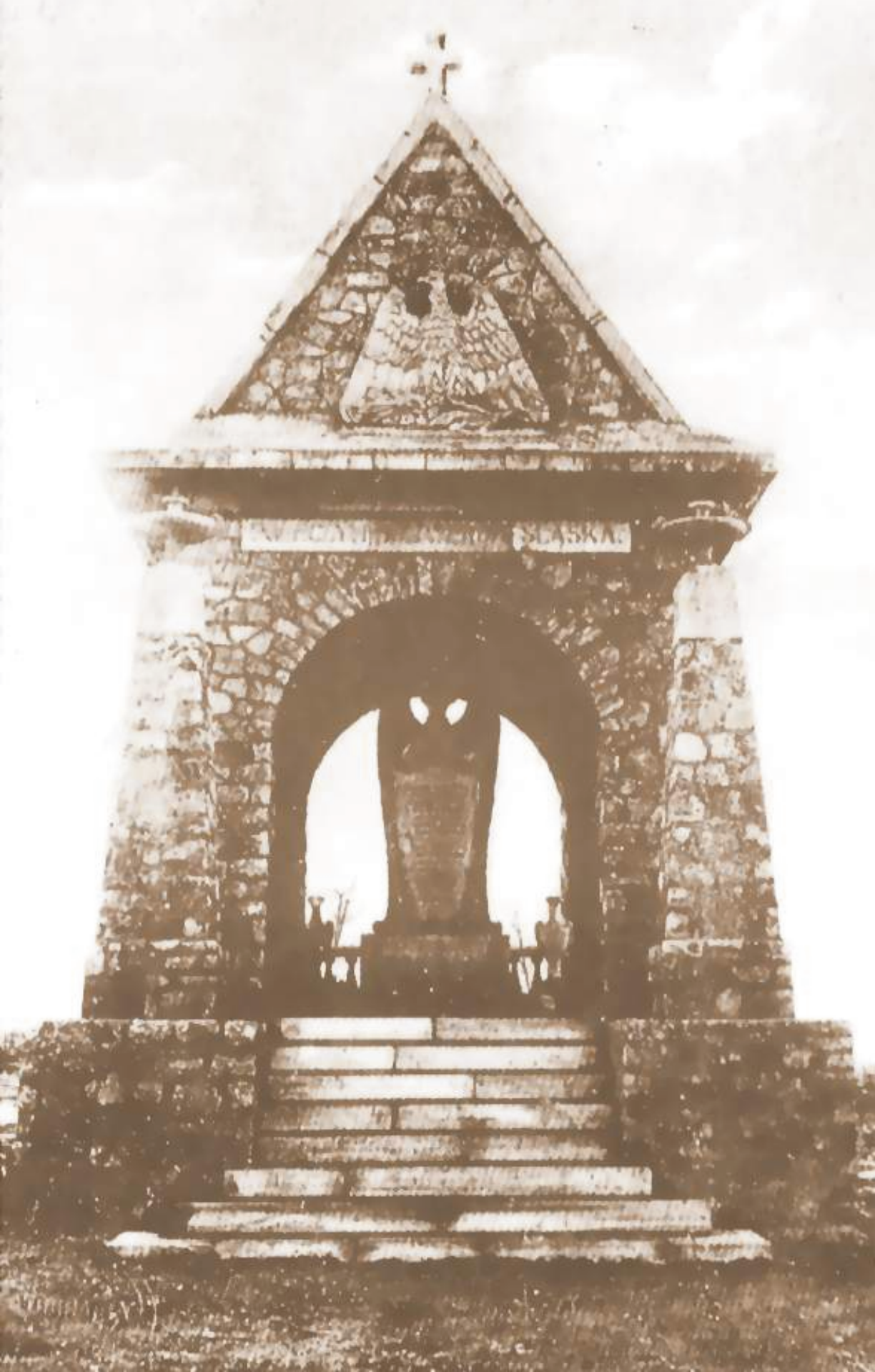
Pomnik Powstańców Górnego Śląska, obecnie kaplica św. Józefa Rzemieślnika

- Cmentarz Wielowyznaniowy